# 자고산
자고산(鷓鴣山)은 대한민국 경상북도 칠곡군 석적읍 중지리와 왜관읍 석전리, 아곡리의 경계에 위치한 해발 고도 303.2m의 산이다.

## 개요
옛날 이 산에 '자고'라는 새가 살았다 해서 자고산으로 불리게 됐다는 설이 있다. 일명 작오산이라고 한다. 자고산의 석적터널을 관통해 경부고속철도가 개통돼 있고 동남 산록으로 석적읍과 왜관읍을 잇는 79번 지방도가 있다. 
6.25 전쟁 당시 유엔군과 북한군 사이에 격전이 벌어졌던 곳이기도 하며 아직도 곳곳에 진지의 흔적을 찾아볼 수 있다. 산 정상부에는 당시 북한군에 의해 학살(303고지 학살)된 40여 명의 미군 장병들을 추모하는 '6.25 전쟁 왜관지구 303고지 전투 전몰장병추모비'가 있다. 이에 경상북도에서는 자고산에 6·25전쟁 때의 전투 현장을 복원하고 숲길 산책로를 조성하여, 칠곡 왜관 철교와 함께 ‘낙동강 호국 평화 공원’을 건설 중에 있다.

## 지형적 특징
선캄브리아기의 화강암질 편마암으로 이루어져 있다. 자고산은 낮은 중산지로 토양이 두꺼운 토산이다. 팔공산에서 이어진 산줄기가 백운산에서 분기하여 황학산(黃鶴山), 소학산(巢鶴山), 기반산(歧般山)으로 이어진 산줄기에 속한다. 정상부에는 약간의 기반암이 솟아 있으나 대체로 완만한 토산을 이룬다.

## 같이 보기
- 303고지 학살